# 因河地区基希海姆
因河地区基希海姆是奥地利上奥地利州因河地区里德县的一个市镇。总面积10平方公里，总人口604人，人口密度60.4人/平方公里（2005年）。